# Cynthia Klitbo
Cynthia Klitbo (ur. 11 marca 1967 w Zacatecas, Meksyk) – meksykańska aktorka.

## Życiorys
Cynthia Klitbo urodziła się w Zacatecas, Meksyk. Jej ojciec pochodził z Danii, a matka z Meksyku. Zaczęła swoją karierę telewizyjną w 1987 roku, grając postacie drugoplanowe w wielu telenowelach, m.in. Como Callar Duele. Amor en Silencio, Mi Segunda Madre, Yo Compro Esa Mujer i Cadenas de Amargura. Obecnie wciela się w postać Adeli w telenoweli Cachito de cielo.

## Życie prywatne[1]
Cynthia była żoną Jorge Antolína (1987–1989; rozwód), Francisco Gattorno (1995–1997; rozwód) i Rubena Liry (2005–2007; rozwód). 1 sierpnia 2008 roku aktorka urodziła córkę Elisę Fernandę. W 2012 roku poślubiła Davida Gersteina.

## Dorobek artystyczny

### Teatr
- Rosa de dos aromas (2000)
- El viejo de la condesa (1995) Mayra
- Juicio suspendido (1994) Aurora
- Videoteatros (TV, 1993)
- La desconfianze (1992) Oria
- Cyrano de Bergerac  (1991) Roxanne
- Don Juan Tenorio (1990) Doña Inés
- Ellos trajeron la vionencia (1988) Carolina
- Romeo and Juliet (1988) Juliet
- Aladdin (1988) Jasmine

### Filmy
- Desnudos (2004) Berta
- Ladies Night (2003) Victima
- La Paloma de Marsella (1999)
- El amor de tu vida S.A. (1996) Eugenia
- Morena  (1995) Maria
- Asalto (1991) Elena
- Ellos trajeron la violencia (1990)

### Telenowele
- Oblicza miłości (2014)
- Cachito de cielo (2012) Adela Silva de Salazar
- Mujeres Asesinas 3 (2010) "Luz, Arrolladora" Luz Mercedes
- Teresa (2010) Juana Godoy de González
- Atrevete a Soñar (2009) Bianca
- Palabra de Mujer (2007–2008) Delia Ibarra
- Peregrina (2005–2006) Abigail
- Biały welon (2003) Raquela Villaseñor
- Mi destino eres tú (2000) Amara Trujillo
- La casa en la playa (2000) Paulina Villarreal
- El privilegio de amar (1998–1999) Tamara de Duval
- Alguna vez tendremos alas (1997) Rosaura Ontiveros
- La Dueña (Mexico) (1995) Laura
- Sueño de amor (1993) Ana Luisa
- Cadenas de amargura (1991) Sofía Gastélum
- Vida robada (1991) Leticia
- Mi pequeña Soledad (1990)
- Yo compro esa mujer (1990)
- Mi segunda madre (1989) Leticia
- Amor en silencio (1987) Aurora
- Como duele callar (1987)

## Nagrody i nominacje

### Premios TVyNovelas (Meksyk)
| Rok  | Kategoria                          | Telenowela                | Wynik     |
| ---- | ---------------------------------- | ------------------------- | --------- |
| 2016 | Najlepsza aktorka pierwszoplanowa  | La sombra del pasado      | Nominacja |
| 2014 | Najlepsza aktorka współpracująca   | Oblicza miłości           | Wygrana   |
| 2014 | Najlepsza aktorka pierwszoplanowa  | Oblicza miłości           | Nominacja |
| 2010 | Najlepsza antagonistka             | Atrévete a soñar          | Nominacja |
| 2009 | Najlepsza antagonistka             | Palabra de mujer          | Nominacja |
| 2006 | Najlepsza antagonistka             | Peregrina                 | Nominacja |
| 2004 | Najlepsza złoczyńczyni             | Biały welon               | Nominacja |
| 1999 | Najlepsza złoczyńczyni             | Cristina                  | Wygrana   |
| 1998 | Najlepsza złoczyńczyni             | Alguna vez tendremos alas | Nominacja |
| 1996 | Najlepsza złoczyńczyni             | La dueña                  | Nominacja |
| 1992 | Najlepsza złoczyńczyni             | Cadenas de amargura       | Wygrana   |
| 1988 | Najlepsze objawienie wśród aktorek | Cómo duele callar         | Nominacja |